# Caspiocuma campylaspoides
Caspiocuma campylaspoides är en kräftdjursart som först beskrevs av Sars 1897.  Caspiocuma campylaspoides ingår i släktet Caspiocuma och familjen Pseudocumatidae. Inga underarter finns listade i Catalogue of Life.